# Кю, Лайош
Лайош Кю (венг. Kű Lajos; род. 5 июля 1948, Секешфехервар, Фейер) — венгерский футболист, игравший на позиции нападающего.
Выступал, в частности, за клубы «Ференцварош» и «Брюгге», а также национальную сборную Венгрии.

## Клубная карьера
Во взрослом футболе дебютировал в 1968 году выступлениями за клуб «Видеотон», в котором в дебютном сезоне принял участие в 16 матчах чемпионата.
Своей игрой привлёк внимание представителей тренерского штаба клуба «Ференцварош», к составу которого присоединился в 1968 году. Отыграл за клуб из Будапешта следующие шесть сезонов своей игровой карьеры. За это время четырежды становился вице-чемпионом Венгрии в 1970, 1971, 1973 и 1974 годах, а также выиграл Кубок Венгрии в 1972 и 1974 годах.
С 1974 по 1987 год играл в составе клубов «Вашаш» и «Волан», после чего Лайош бежал из Венгрии в Италию. Международная футбольная ассоциация отстранила его от футбола на один год, после отбытия дисквалификации играл за бельгийский клуб «Брюгге». В своей второй игре за новый клуб он сыграл в финале Кубка европейских чемпионов 1978 года против «Ливерпуля», в котором его команда проиграла со счётом 0:1.
В 1979-80 годах провёл сезон в чемпионате США, после чего три сезона выступал в австрийской Бундеслиге за клуб «Айзенштадт», завершил игровую карьеру в так же в австрийском клубе «Мёнххоф», за который выступал в течение 1983—1984 годов.

## Выступления за сборную
14 мая 1972 года дебютировал в официальных матчах в составе национальной сборной Венгрии в матче отбора на чемпионате Европы 1972 против сборной Румынии (2:2). Через три дня Кю сыграл и в матче переигровки, в котором его команда обыграла румын 2:1 и квалифицировалась в финальную стадию чемпионата Европы 1972 года в Бельгии. Там Лайош сыграл в обоих матчах турнира — в полуфинале против сборной Советского Союза (0:1) и матч за третье место против сборной Бельгии (1:2), в котором забил гол.
Через месяц в составе сборной был участником футбольного турнира на Олимпийских играх 1972 года в Мюнхене, где вместе с командой завоевал «серебро».
В течение карьеры в национальной команде, которая длилась 1 год, провёл в её форме 8 матчей, забив 1 гол.

## Титулы и достижения
- Обладатель Кубка Венгрии (2):

«Ференцварош»: 1972, 1974